# Catégorification
En mathématiques, la catégorification est le processus qui consiste à remplacer des théorèmes de la théorie des ensembles par des analogues de la théorie des catégories. La catégorification, lorsqu'elle est effectuée avec succès, remplace les ensembles par des catégories, les fonctions par des foncteurs et les équations par des isomorphismes naturels de foncteurs qui possèdent des propriétés supplémentaires. Il faut noter que le but est d'étudier l'objet qui a été « catégorifié » grâce aux structures supplémentaires et aux méthodes abstraites auxquelles on accède par cette construction. Le terme a été inventé par Louis Crane (en).
Le processus inverse de la catégorification est le processus de décatégorification. La décatégorification est un processus systématique par lequel les objets isomorphes d'une catégorie sont identifiés. Alors que la décatégorification est un processus simple, la catégorification est généralement beaucoup plus difficile. Dans la théorie des représentations des algèbres de Lie, les principaux objets d'études sont des modules sur des algèbres particulières et il existe plusieurs cadres pour ce que devrait être une catégorification d'un tel module, par exemple les catégorifications dites abéliennes (faibles).
La catégorification et la décatégorification ne sont pas des procédures mathématiques précises mais plutôt un ensemble de méthodes pour construire des analogues. Ils sont utilisés de la même manière que des mots comme « généralisation », et non comme « faisceautisation ».

## Exemples
Une forme de catégorification consiste à prendre une structure décrite en termes d'ensembles et à interpréter les ensembles comme des classes d'isomorphisme d'objets dans une catégorie.

### Entiers naturels

#### Entiers et ensembles finis
Par exemple, l'ensemble des nombres naturels peut être vu comme l'ensemble des cardinaux des ensembles finis (deux ensembles quelconques ayant le même cardinal sont isomorphes, c'est-à-dire en bijection l'un avec l'autre). Les opérations sur l'ensemble des nombres naturels, telles que l'addition et la multiplication, peuvent alors être considérées comme les « traces » du coproduit (réunion disjointe) et du produit (produit cartésien) dans la catégorie des ensembles finis (en). De manière moins abstraite, l'idée ici est que la manipulation d'ensembles d'objets réels et la prise de coproduits (combinant deux ensembles dans une réunion disjointe) ou de produits (construisant des tableaux d'objets pour en suivre un grand nombre) sont venus en premier. Plus tard, la structure concrète des ensembles a été abstraite – prise « seulement à isomorphisme près » – pour produire la théorie abstraite de l'arithmétique. Il s'agit d'une « décatégorification » – et la catégorification inverse cette étape.

#### Entiers et espaces vectoriels de dimension finie
Une autre façon de catégorifier l'ensemble des entiers naturels consiste à considérer la catégorie des espaces vectoriels de dimension finie. L'application de décatégorification est la dimension ; la somme directe des espaces vectoriels correspond à la somme des entiers, le produit tensoriel au produit : en effet, pour deux espaces vectoriels E et F de dimension finie,
{\displaystyle \dim(E\oplus F)=\dim(E)+\dim(F)\quad {\text{ et }}\quad \dim(E\otimes F)=\dim(E)\cdot \dim(F).}

### Nombres de Betti des variétés
À un niveau de sophistication supérieur, on peut évoquer la construction de théories homologiques en topologie et en algèbre. Emmy Noether a façonné la formulation moderne de l'homologie en construisant certains groupes abéliens libres dont le rang donne les nombres de Betti de la variété : parler de catégorification est un anachronisme mais on voit apparaître des objets abstraits très généraux dont certains invariants (ici le rang) donnent des informations sur les objets à l'étude (les variétés). Dans le même ordre d'idées, on peut voir l'homologie de Khovanov (en) comme invariant de nœuds dans la théorie des nœuds.

### Fonctions symétriques
Un exemple venant de la théorie des groupes finis est la catégorification de l'anneau des fonctions symétriques (en) par la catégorie des représentations du groupe symétrique. L'application de décatégorification {\displaystyle \varphi } envoie le module de Specht associé à une partition {\displaystyle \lambda } sur le polynôme de Schur associé à la même partition :
{\displaystyle S^{\lambda }\,{\stackrel {\varphi }{\longmapsto }}s_{\lambda },}
ce qui est essentiellement l'application caractère, qui envoie une base particulière du groupe de Grothendieck associé sur une base particulière. Cette application est bien connue en théorie des représentations, de l'anneau de fonctions symétriques. Elle reflète à quel point les structures sont semblables. Par exemple
{\displaystyle \left[\operatorname {Ind} _{S_{m}\otimes S_{n}}^{S_{n+m}}(S^{\mu }\otimes S^{\nu })\right]\quad {\text{ et }}\quad s_{\mu }s_{\nu }}
ont les mêmes nombres de décomposition dans leurs bases respectives, tous deux donnés par la règle de Littlewood-Richardson.

## Catégorifications abéliennes
Pour une catégorie {\displaystyle {\mathcal {B}}}, soit {\displaystyle K({\mathcal {B}})} le groupe de Grothendieck de {\displaystyle {\mathcal {B}}}.
Soit {\displaystyle A} un anneau qui est libre en tant que groupe abélien. On suppose qu'il existe une base {\displaystyle \mathbf {a} =(a_{i})_{i\in I}} de {\displaystyle A} telle que la multiplication soit positive dans {\displaystyle \mathbf {a} }, c'est-à-dire telle que
{\displaystyle a_{i}a_{j}=\sum _{k}c_{ij}^{k}a_{k},} avec {\displaystyle c_{ij}^{k}\in \mathbb {N} } pour tout (i,j,k).
Soit {\displaystyle B} un {\displaystyle A}-module. Alors une catégorification abélienne (faible) de {\displaystyle (A,\mathbf {a} ,B)} est la donnée d'une catégorie abélienne {\displaystyle {\mathcal {B}}}, d'un isomorphisme {\displaystyle \phi :K({\mathcal {B}})\to B} et d'endofoncteurs exacts {\displaystyle F_{i}:{\mathcal {B}}\to {\mathcal {B}}} tels que
1. le foncteur {\displaystyle F_{i}} relève l'action de multiplication par {\displaystyle a_{i}} sur le module {\displaystyle B}, c'est-à-dire que {\displaystyle \phi [F_{i}]=a_{i}\phi } ;
2. il existe des isomorphismes naturels {\displaystyle F_{i}F_{j}\cong \bigoplus _{k}F_{k}^{c_{ij}^{k}},} c'est-à-dire que la composition {\displaystyle F_{i}F_{j}} se décompose en somme directe des foncteurs {\displaystyle F_{k}} de la même manière que le produit {\displaystyle a_{i}a_{j}} se décompose comme combinaison linéaire des éléments de base {\displaystyle a_{k}}.